# Fame and Fortune
Fame and Fortune es el séptimo álbum de la banda de rock británica Bad Company, publicado en octubre de 1986. Es el primer álbum de la banda en el que no participa el cantante Paul Rodgers, siendo reemplazado por Brian Howe.

## Lista de canciones
1. "Burning Up" (Mick Ralphs/Mick Jones) (4:02)
2. "This Love" (Brian Howe/Andy Fretwell)	(4:21)
3. "Fame and Fortune" (Mick Ralphs) (3:35)
4. "That Girl" (Brian Howe/Mick Ralphs) (4:01)
5. "Tell It Like It Is" (Brian Howe/Mick Ralphs) (3:52)
6. "Long Walk" (Brian Howe/Gregg Dechert) (3:34)
7. "Hold on My Heart" (Brian Howe/Gregg Dechert/Mick Jones) (4:25)
8. "Valerie" (Brian Howe/Mick Ralphs) (3:29)
9. "When We Made Love" (Brian Howe/Simon Kirke/John Bettis) (4:18)
10. "If I'm Sleeping" (Brian Howe/Mick Ralphs/Simon Kirke/Gregg Dechert) (3:30)

## Créditos
- Brian Howe – voz, saxofón
- Mick Ralphs – guitarra, teclados
- Simon Kirke – batería
- Steve Price – bajo